# 해적정지령
해적정지령(일본어: 海賊停止令 かいぞくていしれい[*]) 또는 해적진압령(일본어: 海賊鎮圧令 かいぞくちんあつれい[*])은 덴쇼 16년(서기 1588년)에 도요토미 히데요시가 소위 수군이라 불리던 해상 무사집단(내지 해적)에 대하여 내린 정책이다.
난보쿠초 시대 이후 해적은 해안지역의 호족의 성격을 갖고 있었다. 다이묘가 영지를 대리해 해상영토(해상권한, 해상지배권)이 주어졌고 상호 연합조직을 구성하는 등 일정 규모의 조직적 활동을 하기도 했다. 이에 국인들과 일향중(一向衆; 불교 종파인 일향종이 아님)같은 단순한 해적과 분리하여, 「해적중(海賊衆 카이조쿠슈[*])」이라고 불렸다. 이들은 보통 해적처럼 해안지역과 상선을 약탈하기도 했지만, 다이묘나 상인의 의뢰를 받아 선박 경호를 수행하는 것이 주요한 활동이었다. 특히 무로마치 막부는 명일무역 때문에 그들의 활동을 승인하는 대신 경호의 임무를 맡겼다. 그래서 해적중은 「경고중(警固衆)」이라고도 불리게 되었다. 경고중은 일반 선박들에 대한 호위 명목으로 항구 등에 「경고관(警固関)」이라는 시설을 세우고 보호비를 뜯었다.
무로마치 시대 후기 막부의 권위가 실추되어 권력이 분산되자 각지의 해적중도 정치적으로 자립한다. 다이묘에게 복종하는 것이 아니라 대등한 관계 또는 용병으로서 다이묘 등과는 독립적인 조직으로 활동했다. 따라서 시세에 따라 고용된 다이묘를 바꾸는 일도 자주 있었다. 이는 화폐경제와 물류의 발전으로 가능해진 일이었다.
센고쿠 시대 후기가 되면 유력 다이묘가 해적중을 가신으로 삼는 경우가 많아졌고, 이시야마 전투를 마지막으로 해적들의 독립적인 지위는 상실되어 갔다. 그리고 마침내 도요토미 히데요시가 천하통일을 하기 직전인 1588년 해적금지령을 내린 것이다.
히데요시는 도수령과 거의 동시에 해적정지령을 전국에 반표한다. 이는 해적중들에게
1. 도요토미 정권 체제에 복속된다.
2. 특정 다이묘의 가신으로 들어간다
3. 무장을 해제하고 일개 백성이 된다

중 하나를 강요하는 것이었다. 또 지금까지 보호비 명목으로 걷던 경호비도 징수하는 것을 금지함으로써 그전까지의 특수지위 존재 자체를 부정했다. 이로 인해 일본사에서 해적중은 자취를 감추게 된다.
해적금지령의 목적은 기본적으로 같은 해에 반포된 도수령과 일맥상통한다. 해적 중에는 어민을 겸하는 사람들이 있기에 민란에 가담하는 경우가 많았다. 또한 통일 정권하에서 해외무역과 해상물류를 지배하기 위해서는 각 연안에서 할거하는 어중이떠중이들을 쓸어버릴 필요가 있었다. 특히 조선 침공을 앞둔 시기에서 군사적 해상운송 능력의 확보도 유의미했다.

## 참고 자료
- 『国史大辞典』「海賊衆」松岡久人　吉川弘文館　1983年
- 『日本史総合辞典』東京書籍　林陸朗　村上直　高橋正彦　鳥海靖　1991年